# Chlum-Kozlov
Chlum-Kozlov je skalní hrad v katastrálním území obce Olešnice v okrese Semily. Nachází se na vrchu Kozlov asi dva kilometry jižně od Turnova. Existence hradu je archeologickými nálezy datována do druhé poloviny třináctého až do první poloviny čtrnáctého století. Dochovaly se z něj ve skále vytesané objekty a terénní relikty opevnění. Pozůstatky hradu jsou od 28. března 1964 chráněny jako kulturní památka. V blízkosti zříceniny se nachází Raisova vyhlídka.

## Historie
Vrchol kopce byl osídlen již v pravěku, kdy zde existovalo nejspíše neopevněné výšinné sídliště doložené nálezy kamenných nástrojů, které ve svém díle uvedl historik Josef Vítězslav Šimák. Další archeologické nálezy pochází ze druhé poloviny třináctého až první poloviny čtrnáctého století. Jejich datování provedl archeolog Jiří Waldhauser. K méně obvyklým artefaktům ze čtrnáctého století patří klíč nalezený mimo areál hradu a falešný pražský groš z doby vlády krále Václava IV.

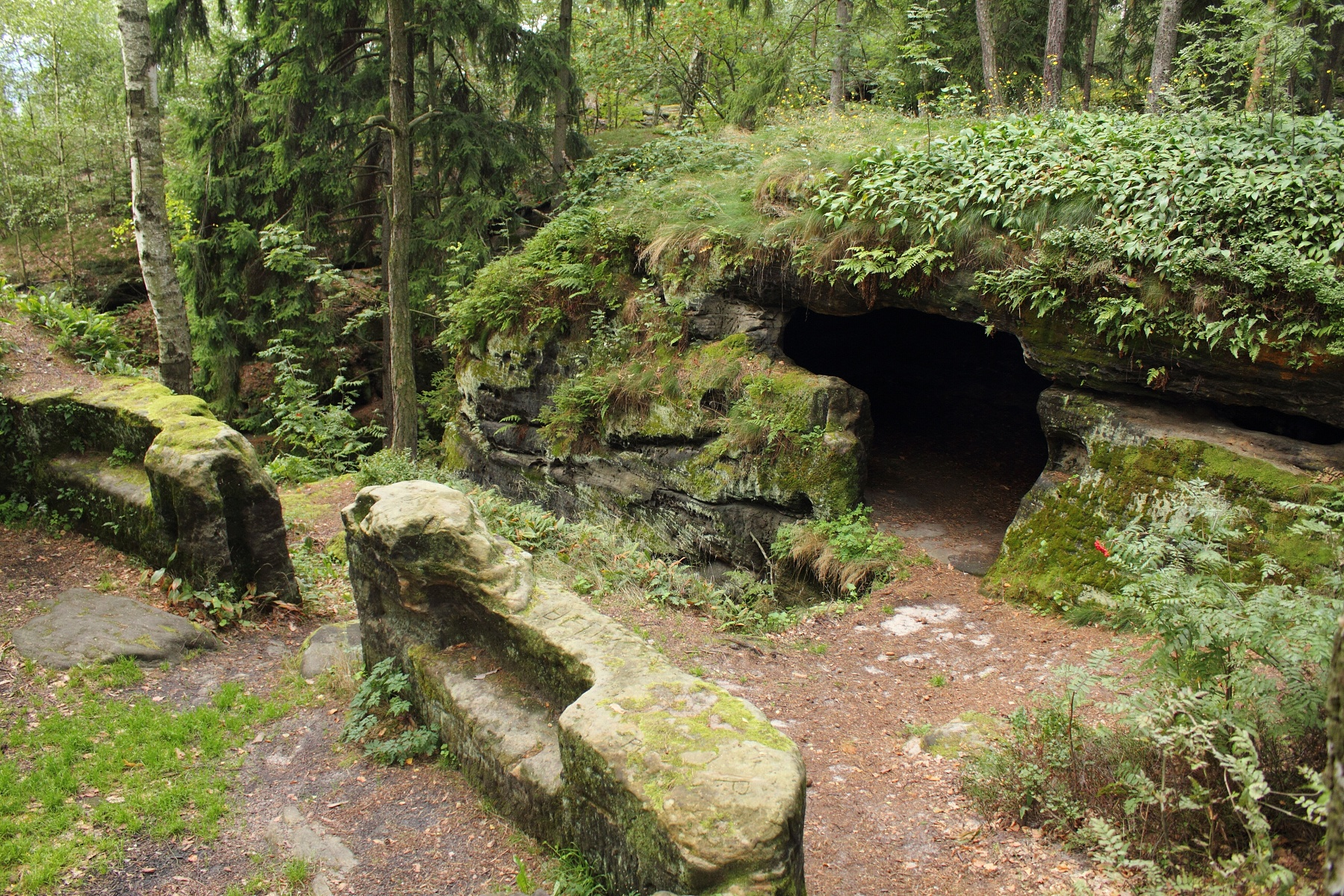
Východní světnička s podvalím ve středním hradu

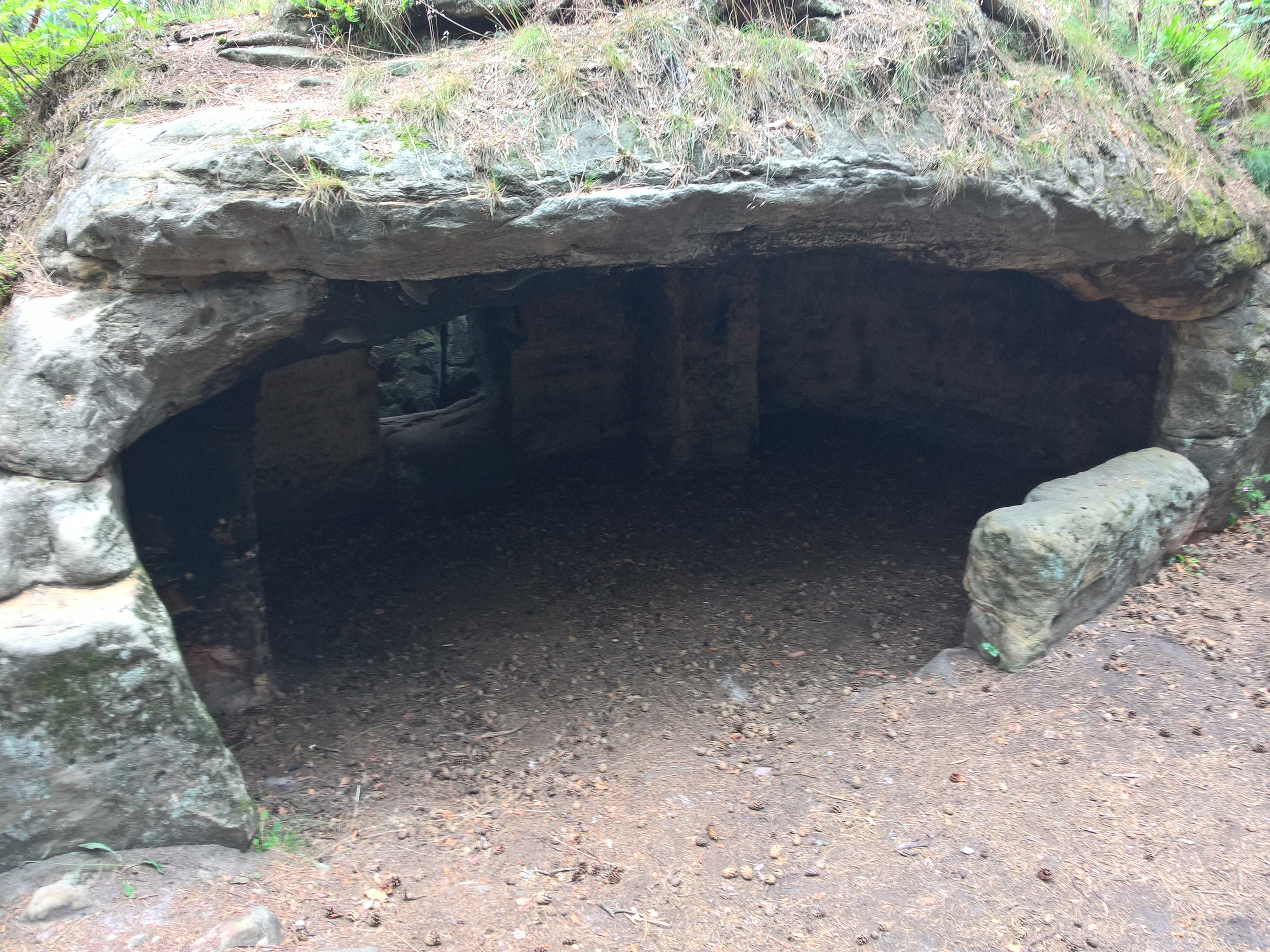
Světnička na vrcholu západního skalního bloku ve středním hradu

Historie hradu je velmi nejasná. Jako první spojil pozůstatky hradu na vrchu Kozlov s hradem uváděným v písemných pramenech jako Chlum August Sedláček. Zakladateli hradu byli nejspíše příslušníci některé z větví rodu Markvarticů. Podle Augusta Sedláčka byli majiteli hradu páni z Valdštejna, z nichž někteří používali přídomek z Chlumu. Jako rok první písemné zmínky se uvádí rok 1353, kdy hrad Chlum patřil Jarkovi z Valdštejna. V roce 1362 se hrad nacházel v držení Hynka z Lomnice, který byl také příslušníkem rodu pánů z Valdštejna. Brzy poté byl připojen k valdštejnskému panství a jako zbytečný opuštěn. Ke sporným zprávám patří zmínka z roku 1335, kdy se Zdeněk z Valdštejna psal seděním na Kopci. August Sedláček tento Kopec (v latinském originále snad uváděný jako in Monte) spojil se synonymním Chlumem, ale podle Rudolfa Anděla přídomek odkazuje spíše na lokalitu Hrádek u Hostinného.

## Stavební podoba

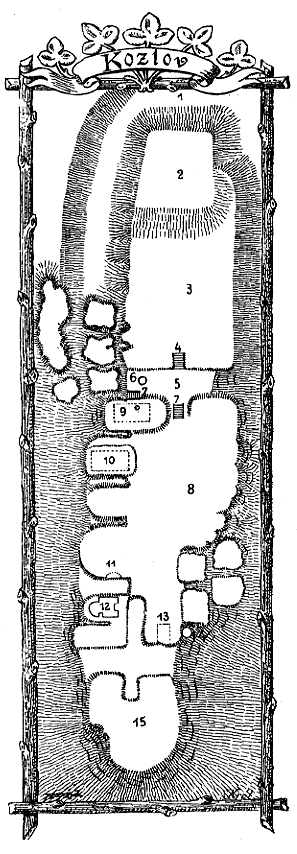
Půdorys hradu od Vojtěcha Krále z Dobré Vody publikovaný roku 1895 je oproti skutečné situaci velmi zjednodušený.

Areál hradu postaveného na severozápadě vrcholové části kopce dosahuje délky 250 metrů. Jihozápadní část hradu se označuje jako předsunuté opevnění, které je od středního hradu se skalními světničkami oddělené příkopem. Jedinými pozůstatky po zástavbě na jihozápadě jsou záseky ve skále, které ukotvovaly dřevěné opevnění. Do příkopu snad ústila přístupová cesta, která odtud stoupala mezi kamennými bloky k první bráně do střední části hradu. Střední hrad má rozměry asi 70 × 35 metrů. Jeho čelní strany jsou vymezené příkopy, zatímco boční strany tvoří řady skalních bloků. V nich je patrné malé množství záseků pro ukotvení obvodového opevnění. Nejlépe patrným pozůstatkem zástavby jsou čtyři ve skále vytesané prostory. Datování vzniku světniček je problematické, a proto nelze vyloučit, že k jejich vytesání došlo až v době po zániku hradu.
Na severovýchodě se nachází horní hrad. Od středního hradu je oddělen dalším příkopem, do jehož dna byla ve skále vytesána cisterna. Plocha horního hradu s rozměry až 25 × 17 metrů neobsahuje, kromě stop několika světniček, pozůstatky zástavby. Podle několika dochovaných drobných fragmentů zde mohla stával obdélná zděná budova, jejíž zdivo bylo po zániku hradu rozebráno. Na severovýchodě je hradní areál ukončen obloukovitě vedeným příkopem. Dvojice malých plošin, které se zde nachází, může být pozůstatkem bašty, která hrad chránila před ostřelováním z přilehlých částí kopce.

## Přístup
Vrchol kopce se zbytky hradu je přístupný po žlutě značené turistické trase z Příšovic, která dále pokračuje na Valdštejn a na Hrubou Skálu.